# Coregonus pidschian
Il coregone artico (Coregonus pidschian (Gmelin, 1789)), noto anche come pidschian, è un pesce della famiglia dei Salmonidi, appartenente al genere dei coregoni (Coregonus).

## Descrizione
Ha un corpo allungato e appiattito lateralmente, con la bocca posta inferiormente. Misura in media tra 20 e 35 centimetri di lunghezza, potendo raggiungere al massimo i 50 centimetri. La livrea del dorso va dal blu-verdastro al brunastro, mentre i fianchi e il ventre vanno dall'argento al bianco. Sul primo arco branchiale si trovano da 15 a 35 branchiospine, caratteristica che lo distingue dalle altre specie del genere. Sulle Alpi in particolare sono presenti popolazioni che vivono in profondità con occhi molto grandi e generalmente una colorazione molto chiara.

## Distribuzione e habitat
Il coregone artico è una specie dalla distribuzione circumpolare, presente in acqua dolce in Scandinavia (Svezia centrale e settentrionale e Finlandia), in Russia fino alla Siberia nord-orientale, nei corsi d'acqua appartenenti al bacino idrografico occidentale del mare di Bering e di parte del mare di Ochotsk, nonché in Alaska, nei fiumi appartenenti ai bacini del mare di Beaufort, del mare dei Ciukci e del mare di Bering. Inoltre, singole popolazioni vivono in Polonia, sulle Alpi e sulle Prealpi Svizzere, ad esempio nei laghi di Costanza e di Thun, nel Chiemsee e nell'Ammersee.

## Biologia
Questa specie si aggira in banchi in prossimità del fondale di fiumi e laghi d'acqua dolce e preferisce nutrirsi di zooplancton bentonico (organismi invertebrati come larve di insetti e piccoli crostacei), piccoli bivalvi e gasteropodi. Predilige i fondali sabbiosi e ghiaiosi. Come presso altri Salmonidi, all'interno di questa specie esistono popolazioni stanziali e popolazioni migratrici.
La riproduzione e la deposizione delle uova avviene tra settembre e gennaio ad una temperatura dell'acqua di 4 °C; ciascuna femmina depone tra le 8000 e le 50000 uova. Questi pesci raggiungono la maturità sessuale a tre o quattro anni di età.

## Conservazione
Nella Lista Rossa IUCN delle specie minacciate, il coregone artico viene elencato come «specie a rischio minimo» (Least Concern).